# 名岐鉄道キボ50形気動車
名岐鉄道キボ50形気動車（めいぎてつどうキボ50がたきどうしゃ）は、名岐鉄道（名古屋鉄道の前身会社）が新製したガソリンカー。後年電車化（付随車化）改造を受けサ2060形と改称・改番され、制御車化後はク2060形となった。

## 概要
1931年（昭和6年）に日本車輌製造で新製されたガソリンカーで、10両（51 - 60）が導入された。全長10,700mm、定員80名の半鋼製の小型ボギー車で手荷物置場が設置されていた。機関はブダ社製DW-6（57馬力）。非電化で開業した城北線（上飯田駅 - 新小牧駅及び味鋺駅 - 新勝川駅）で運用された。
1942年（昭和17年）7月1日、上飯田 - 新小牧間が電化されると、6両（51 - 56）のエンジンが取り外され付随車化、サ2060形（2061 - 2066）に改称・改番される。残る4両はキハ100形（100 - 104）に改称し、新小牧駅 - 犬山駅間で運用された。1947年（昭和22年）11月24日、小牧駅 - 犬山駅間が電化されるとキハ100形も付随車化され、先に付随化された車両と同形式のサ2060形（2067 - 2070）となる。
1950年（昭和25年）から1953年（昭和28年）にかけて600V区間用の電車化（制御車化）改造を受けク2060形と改称・改番されている。制御車化後は西尾線や蒲郡線などで運用された。2061, 2062は1960年（昭和35年）3月に廃車、残りは1967年（昭和42年）に廃車された。最後は、築港線で5両ほどが2両の電気機関車に挟まれて使用されていた。そのうちの2066, 2069は福井鉄道に譲渡され再付随車化されサ20形（21, 22）となった。